# Shorea ovalis
Shorea ovalis är en tvåhjärtbladig växtart. Shorea ovalis ingår i släktet Shorea och familjen Dipterocarpaceae.

## Underarter
Arten delas in i följande underarter:
- S. o. ovalis
- S. o. sarawakensis
- S. o. sericea

## Bildgalleri

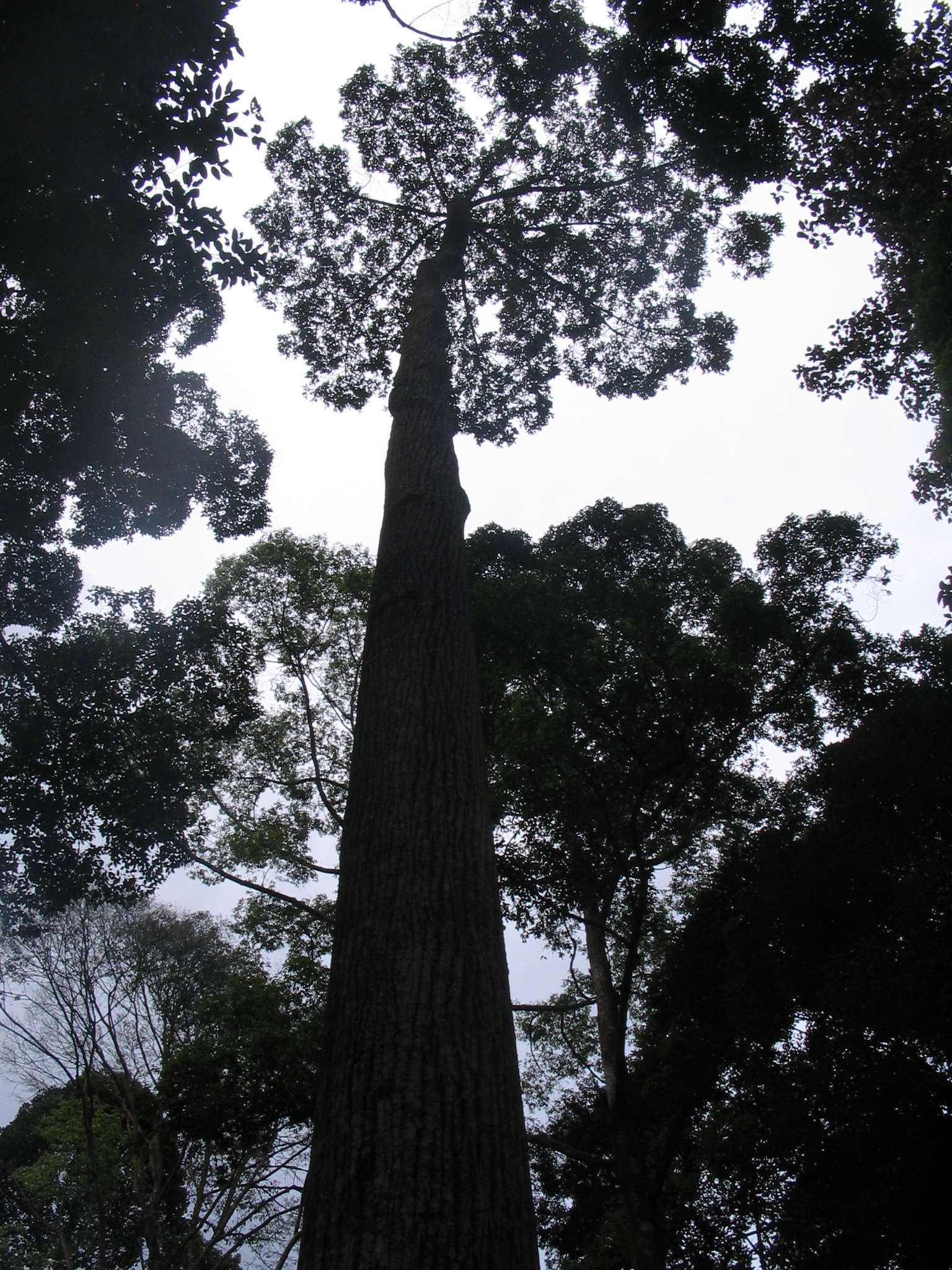